# Vater Seidl und sein Sohn
Vater Seidl und sein Sohn ist der Titel einer Hörspielreihe sowie zweier Fernsehserien von Kurt Wilhelm für den Bayerischen Rundfunk. Beide Fernsehserien von 1954 und 1976 wurden gemeinsam auf DVD veröffentlicht.

## Inhalt
Erzählt wird die Geschichte des 50-jährigen Ludwig Seidl, der als Vater alles richtig machen möchte, seinen 13-jährigen Sohn Franzl dementsprechend streng erzieht, damit aber immer wieder für Verwicklungen sorgt. Einen gewissen Gegenpol bildet die Mutter Minna, die zwischen den beiden vermittelt und oft am Ende zur Aufklärung der Situation und zu pragmatischen Lösung beiträgt. Als Ratgeber stehen Seidl sein Freund Brandstetter, bereits abgebrühter Vater von fünf Söhnen, sowie die Kellnerin Kathi zur Seite. 

## Hörspielreihe (1949)
Die Hörspielreihe „Vater Seidl und sein Sohn“ lief von 1949 bis 1954 im Bayerischen Rundfunk. Sprecher der Hauptrollen:
- Vater: Michl Lang
- Mutter: Liesl Karlstadt
- Sohn Franzl: Walter Koch, Dieter Meison, Manfred Eder
- Brandstetter: Rudolf Vogel
- Kellnerin Kathi: Ilse Fitz

Die Reihe umfasste folgende 6 Episoden zu je ca. 45 Minuten:

1 - Ein bayerisches Fußball-Hörspiel, 18.12.1949 (Drehbuch: Rita Kocureck)

2 - Die Gleichung zweiten Grades, 22.10.1950 (Drehbuch: Kurt Wilhelm, Otto Willi Gail)

3 - Der verlorene Franzl, 09.03.1952 (Drehbuch: Kurt Preiss)

4 - Fensterscheiben, 07.08.1953 (Drehbuch: Valentine Volkmar)

5 - Die italiänische Reise, 06.03.1954 (Drehbuch: Kurt Wilhelm)

6 - Der Liebesbrief, 24.04.54 (Drehbuch: Valentine Volkmar, Kurt Wilhelm)

## Fernsehserie (1954)
Die Fernsehfassung wurde erstmals im Nordwestdeutschen Rundfunkverbund (NWRV) ausgestrahlt, da der BR zunächst noch über kein eigenes Fernsehprogramm verfügte. Darsteller der Hauptrollen:
- Vater: Michl Lang
- Mutter: Liesl Karlstadt
- Sohn Franzl: Hansl Sedlmeyer
- Brandstetter: Konstantin Delcroix
- Kellnerin Kathi: Ruth Kappelsberger

Es entstanden vier Episoden mit einer Länge von je 60 Minuten:

1 - Eine häusliche Begebenheit, 02.04.1954

2 - Fußball und Pädagogik, 28.11.1954

3 - Der Liebesbrief, 02.01.1955

4 - Gleichung mit zwei Unbekannten, 07.05.1955

## Fernsehserie (1976)
Nach zweiundzwanzig Jahren drehte Kurt Wilhelm sechs weitere Episoden mit anderen Darstellern. Die Hauptrollen spielten:
- Vater: Walter Sedlmayr
- Mutter: Monika Dahlberg
- Sohn Franzl: Stefan Sichlinger
- Brandstetter: Hans Clarin
- Kellnerin Kathi: Franzi Kinateder

Ein stets wiederkehrendes Element in dieser Fassung sind die abendlichen Treffen Seidls beim „Höck-Wirt“ mit seinem pfeiferauchenden Freund Brandstetter, der liberaler denkt und häufig Seidls überzogene Vorstellungen und Befürchtungen ein Stück weit zurechtrückt. Unterstützt wird er dabei mitunter von der Kellnerin Kathi, die die Vorfälle um Franzl mit gesundem Hausverstand zu kommentieren pflegt. Auf den Kneipenbesuch folgt dann stets eine „Traumsequenz“, in der die Vorfälle und Verwicklungen der Episode in burlesker Weise und mit moderner Tricktechnik aufbereitet wieder aufscheinen. Als bedrohliche Instanz pflegt Seidl dabei meist seinen Freund Brandstetter zu erleben, der sich über ihn lustig macht oder ihn zurechtweist.
Die sechs Episoden mit einer Länge von je 60 Minuten waren:

### Gleichung zweiten Grades
Erstausstrahlung 04.09.1976; Franzl soll bei einer Mathematik-Hausaufgabe die Flaschenpreise errechnen, wenn bekannt ist, dass 3 Flaschen Rotwein und 5 Flaschen Weißwein zusammen 22 Mark und 5 Flaschen Rotwein und 3 Flaschen Weißwein zusammen 26 Mark kosten. Seidl scheitert an der vermeintlich leichten Rechenaufgabe, was stark an seinem Selbstverständnis als stets überlegenem Übervater kratzt. Auch Freund Brandstetter, die Kellnerin Kathi sowie sämtliche Bürokollegen des Vaters können nicht weiterhelfen. In der Traumsequenz sieht sich Seidl nebst seinem Sohn als Schüler in der Schule beim gestrengen Mathematiklehrer Brandstetter sitzen und versagen. Am Ende findet die Mutter die Lösung durch Probieren, lässt sie dem Sohn Franzl aber diskret über Frau und Herrn Brandstetter zukommen, um ihren Mann nicht zu kränken.

### Die gefährlichen Frauen
Erstausstrahlung 09.12.1979; durch Zufall entdecken die Eltern Seidl im Schulranzen von Franzl einen Liebesbrief von einer Frauke Vogel (Simone Brahmann), der älteren Schwester seines Schulfreundes Heiko (Guido Boehmelt), in dem sie ihn vermeintlich zu einem Rendezvous im Beatclub "zu Coke und heißen Scheiben" einlädt. Seidl ist von den frühreifen erotischen Beziehungen seines Sohnes alles andere begeistert, wittert Gefahr und sittliche Verderbnis. Mutter Minna dagegen ist davon überzeugt, dass ihr Franzl noch sehr kindlich sei und allenfalls Skistar Rosi Mittermaier anschwärme, von der er ein Poster im Zimmer hängen habe. Nur mit Mühe kann sie ihren Gatten davon abhalten, sofort Fraukes Eltern anzurufen und zur Rede zu stellen. Stattdessen geht Seidl zum Höck-Wirt, wo er bei Brandstetter und der Kellnerin Kathi wenig Verständnis, dafür aber Hohn und Spott erntet. Seidl erklärt, dass er zwar in Franzls Alter ebenfalls in ein älteres Mädchen namens Felicitas verliebt gewesen sei, das sei aber schon deswegen etwas ganz Anderes gewesen, als diese nicht einmal etwas von seiner Existenz geahnt habe. In der anschließenden Traumsequenz führt ihn seine Gattin Minna unter Glockengeläut in den Beatclub, wo Franzl heiraten soll. Entgegen erstem Anschein ist die Braut nicht Seidls eigene Jugendliebe Felicitas, die im historischen Kostüm auftritt und von Umstehenden für Rosi Mittermaier gehalten wird - sondern eine verruchte, berlinernde, vier Mal geschiedene Bardame namens "Marilyn Vogel". Auf Seidls Protest hin heiratet Franz schließlich alle beide und flirtet überdies auch noch die Kellnerin Kathi an, die ihm den aus Karotten bestehenden Brautstrauß gereicht hatte. Er erklärt, dadurch Don Juan und Casanova ausstechen zu wollen. Über Franzls Polygamie entsetzt, schrumpft Seidl schließlich auf Zwergengröße und versucht erfolglos, sich dem Hochzeitszug und schließlich der von Brandstetter als Pfarrer gehaltenen Trauzeremonie in den Weg zu stellen. Er bekommt dafür von seiner Frau Minna Schläge, findet sich schließlich als Wickelkind auf ihrem Arm wieder und kann nur noch hilflos der im Beatclub abgehaltenen "Orgie" zusehen. Nach Seidls Erwachen suchen die Eltern Seidl schließlich das Gespräch mit Franzl. Es stellt sich heraus, dass der vermeintliche Liebesbrief ein Fake war - und keineswegs Franzl gegolten hatte, sondern seinem Klassenkameraden Franz Reiser, dem er gemeinsam mit zwei Freunden und unter Einbeziehung der widerstrebenden Frauke Vogel einen Streich spielen wollte. Er hatte sie beim Lehrer verpetzt, worauf dieser den dreien eine Strafaufgabe aufgegeben und sie schadensersatzpflichtig gemacht hatte.

### Fernweh
Erstausstrahlung 16.12.1979; Mutter Seidl versucht, begeistert von einer Fernsehsendung, ihren Mann zu überzeugen, dieses Jahr statt in Rimini oder Caorle in Thailand Urlaub zu machen. Ludwig Seidl weist dies mit Verweis auf die Kosten und die Nähe Thailands zum kommunistischen Vietnam zurück. In seiner Jugend habe er Urlaub allenfalls in Kleinberghofen gemacht. Außerdem würde er wegen seiner traumatischen Kriegserfahrungen mit der Notlandung einer JU-52 niemals wieder ein Flugzeug besteigen. Beim Abendessen berichtet Franzl, dass er bei einem bundesweiten Modellflugwettbewerb ganz weit vorne liege und die Endausscheidung unmittelbar bevorstehe. Der Hauptpreis sei eine Reise nach Thailand. Vater Seidl erfährt erst auf diesem Wege von den monatelangen Modellbau-Bemühungen seines Sohnes, lässt sich das Flugzeug zeigen und ist mächtig stolz. Dies ändert sich schlagartig, als er im Schulheft von Franzl eine Sechs in Geografie samt dem Bemerken entdeckt, dass die Versetzung gefährdet sei. Er verdonnert ihn daher zu fleißigem Lernen und verbietet die Teilnahme am Wettbewerb. Mutter Seidl widerspricht ihm ungewohnt energisch vor dem Sohn und stellt klar, dass sie diese Entscheidung nicht hinnehmen werde. 
Seidl geht daraufhin zum Höck-Wirt, wo Brandstetter ihm von den Vorzügen eines Wellness-Urlaubs in Thailand einschließlich Body-to-Body-Massage vorschwärmt und im Übrigen wenig Verständnis für Seidls kleinlichen Besorgnisse zeigt. Kellnerin Kathi macht Seidl sogar auf überregionale Zeitungsmeldungen über seinen Sohn aufmerksam. In der anschließenden Traumsequenz sieht sich Seidl gemeinsam mit Franzl im Nachthemd über München fliegen, während JU-52s und Modellflugzeuge die beiden umrunden, Brandstetter als Kingkong zwischen den Türmen der Frauenkirche herumturnt und Mutter Seidl als thailändische Tänzerin posiert. Plötzlich stürzt Seidl ab und landet auf einem Tempelgelände mit thailändischen Theaterpuppen, wo er von zwei Tänzerinnen umsorgt wird. Dann taucht Brandstätter als amerikanischer GI auf und nimmt Seidl als Prisoner of War gefangen, um ihn mit der Schaufel in die Stratosphäre zu katapultieren.
Nach dem Aufstehen zeigt sich Seidl versöhnlich und durchaus geneigt, das Verbot der Teilnahme am Wettbewerb nach einer Schamfrist aufzuheben - ändert aber seinen Sinn abermals, als ihn der Wettbewerbsleiter Flöhr (Ralf Wolter) anruft, um ihn mit bestimmten Auftreten und preußischem Akzent eben dazu zu bringen. Letzten Endes setzen sich die Mutter und Franzl über Seidls Verbot hinweg und nehmen am Wettbewerb teil. Entgegen aller Erwartung leistet sich Franzl einige Patzer und wird nur Fünfter. Nachdem er sich zuhause bei seinem Vater für seinen Ungehorsam entschuldigt hat, vergibt ihm dieser - und stellt in Aussicht, dass er nach erfolgreicher Absolvierung des Schuljahrs doch mit der Mutter nach Thailand fahren dürfe. Worauf ihm Franzl offenbart, dass es in der verpatzten Geografie-Arbeit ausgerechnet um Bangkok ging.

### Glück und Glas
Erstausstrahlung 23.12.1979; Vater Seidl verschuldet im Schneematsch kurz vor Weihnachten einen Autounfall. Der Wagen soll wegen Arbeitskräftemangels in der Werkstatt von Kfz-Meister Elsner (Toni Berger) wochenlang ausfallen und die Reparatur 3.000 Mark kosten, was Vater Seidl in tiefe Depression stürzt. Abends sieht er im Fernsehen, dass er im Lotto gewonnen hat, verfällt darüber in Euphorie und wundert sich, dass sich Sohn Franzl so gar nicht mit ihm zu freuen vermag - später stellt sich heraus, dass die Abgabe des Lottoscheins normalerweise Franzls Aufgabe ist und er dies diese Woche vergessen hatte. Vater Seidl geht stattdessen zum Wirtshaus Höck, wo sich Brandstetter und Kathi wundern, ihn keineswegs niedergeschlagen anzutreffen, sondern Seidl sich vielmehr im Gegenteil über sie lustig zu machen scheint. Nachdem er eine Lokalrunde Champagner geschmissen und mit zufällig anwesenden jungen Damen getanzt hat, weiht er Brandstetter und die mittlerweile ebenfalls eingetroffene Frau Seidl in den Gewinn ein. 
In der Traumsequenz erscheint dem Vater sein Schutzengel und überschüttet ihn aus dem Füllhorn der Fortuna mit Goldtalern und macht ihn zum Milliardär. Kfz-Meister Elsner und Brandstetter treten als Bittsteller auf, die Seidl aber arrogant abweist, während er in Cut und Zylinder Schloss Neuschwanstein als neue Garage für seine „Roycelern“ bewundert und den faul vom Bahamas-Strand herüberwinkenden Sohn Franzl zurechtweist. Seidl wird jäh aus dem Traum gerissen, als ihn seine Frau aufweckt und entsetzt mitteilt, dass Franzl verschwunden sei. Nachforschungen bei Freunden bleiben ebenso erfolglos wie eine Meldung bei der Polizei. Schließlich entdecken die Eltern den Grund für Franzls schlechtes Gewissen - tatsächlich hatte aber die Mutter bereits den vergessenen Lottoschein entdeckt und rechtzeitig selbst abgegeben. Sie findet Franz schließlich in der Kfz-Werkstatt Elsner, wo er einen Teil des vermeintlich angerichteten Schadens dadurch verringern wollte, dass er durch Eigenleistung die Reparaturkosten senkt. 
Am Ende feiert die Familie Weihnachten - und erfährt dabei, dass der Lottogewinn nur rund 3.200 Mark beträgt und damit gerade für die Deckung der Reparaturkosten reichen dürfte.

### Höflichkeiten
Erstausstrahlung 30.12.1979; Franzl bekommt zu Hause Probleme, weil der die Erbtante Helga (Melanie Horeschowsky) aus Wut als „alte Gurgl“ bezeichnet hat. Vater Seidl hat dafür wenig Verständnis und hält dem Sohn umfangreiche Moralvorträge - zumal er selbst gerade in seiner Firma zum höflichsten Mitarbeiter gewählt worden ist. Er brüstet sich damit auch beim Höck-Wirt vor Freund Brandstetter und Kellnerin Kathi. Ersterer hat schon deswegen kein Ohr dafür, da sein jüngster Sohn gerade von der bekannten Rockerbande „Hell Spiders“ bedroht worden ist. Später stößt Franzl gemeinsam mit seinem Freund Heiko (Guido Boehmelt) bei der Suche nach einer Proberaum für seine Band im Keller des Hauses auf ein Hehlerlager. In diesem Augenblick trifft zufällig die von Nachbarn herbeigerufene Polizei ein und hält die beiden für die Diebe selbst. Im Zuge ihrer Aussagen enthüllen sie die ihnen wohlbekannten wahren Täter, die ebenfalls den „Hell Spiders“ zuzurechnen sind - wodurch sie ins Visier der Rockerbande geraten.
In der Traumsequenz irrt Vater Seidl durch München und gerät dabei in die Hände von Rockern, denen er aber unbeirrt Belehrungen über die Bedeutung von Höflichkeit, Moral und freundlichem Benehmen hält. Danach sieht er sich gar selbst im Fernsehen, wie er entsprechende Vorträge vor Menschenmassen hält und anschließend von Freunden und Bekannten, aber auch Petra Schürmann und Carolin Reiber bejubelt wird.
Inzwischen beklagt sich Tante Helga in etlichen Telefonaten sowie bei einem „Versöhnungsbesuch“ über Franzls freches Benehmen, die Respektlosigkeit der Jugend im Allgemeinen und ihr eigenes hartes, über weite Strecken von Krieg, Not und Entbehrung geprägtes Leben. Franzl wird telefonisch weggerufen, weil angeblich seine Freundin Sandra (Kathrin Simon) in Gefahr sei. Tatsächlich handelte es sich um eine Falle: Die Hellspiders hatten ihn aus dem Haus gelockt, um ihn mit Fahrradketten krankenhausreif zu schlagen. Brandstetter trägt den Jungen in sein Bett, Tante Helga fragt, was für böse Menschen einem Kind so etwas antun dürften - während Vater Seidl nachdenklich sinniert, dass man sich von derart brutalen Übergriffen nicht dazubringen lassen dürfte, wieder nach (staatlicher) Gewalt zu rufen.

### Kurze Beine
Erstausstrahlung 06.01.1980; Vater Seidl kommt nach Hause und echauffiert sich über seinen Arbeitskollegen Winkler, der wegen Veruntreuung von 10.000 Mark verhaftet worden sei. Der Vorfall zeuge von der Verkommenheit der Gesellschaft, der zunehmend laxen Einstellung zu fremden Eigentum und der allzu verständnisvollen Justiz. Doch beschäftigt sich auch Sohn Franzl, vorerst noch unentdeckt, seit einiger Zeit mit kleineren Diebstählen insbesondere von Schallplatten - und handelt dabei im Einklang mit der allgemeinen Haltung in seinem Freundeskreis, wo man so etwas als "Mutprobe" oder gar als legitime marxistische Umverteilung betrachtet. Anlässlich von Franzls Berichts über ein bevorstehendes Fußballspiel prahlt Seidl damit, dass er in seiner Jugend begeistert und erfolgreich als "Springer" (sic!) beim Verein "Die Haidhausn'a" gespielt habe. Da Franzl das angesichts der erkennbaren Unsportlichkeit seines Vaters kaum glauben mag, besorgt sich Seidl bei einem Trödler alte Fußballschuhe, gibt sie als eigene aus und schenkt sie Franzl. Dessen anfängliche Begeisterung legt sich bald, als seine Freunde darin einen Aufnäher der "Erziehungs- und Besserungsanstalt Eichhofen" finden. Seidl sieht sich nun vor die "Wahl" gestellt, vor seinem Sohn entweder als Krimineller oder als Lügner dazustehen.
Beim abendlichen Kneipenbesuch beim "Höck-Wirt" ziehen Brandstetter und Kellnerin Kathi Seidl kräftig auf, Lügen hätten eben "kurze Beine". Brandstetter sei mal in eine ähnliche Situation geraten, als er einem seiner fünf Söhne eine Vergangenheit als erfolgreicher Amateurboxer vorgeflunkert habe - worauf ihn dieser in den Ring gefordert und ihm das Nasenbein gebrochen habe. In der anschließenden Traumsequenz zerrt Brandstetter als mittelalterlicher Kerkermeister Seidl vor ein Tribunal, wo ihn Sohn Franz als gestrenger Richter und Frau Minna als Staatsanwältin streng aburteilen und in die Folterkammer sowie schließlich auf den Richtplatz schicken – während Seidl schließlich den Entscheid eines noch höheren Richters erwartet – ihm selbst.
Am nächsten Tag weiht Brandstetter Frau Seidl in die Verwicklung ein, die sich angesichts des sonst recht selbstgerechten Auftretens ihres Gattens das Lachen nicht verkneifen kann. Seidl hat inzwischen die fragwürdigen Fußballschuhe beim Trödler zurückgegeben und sich dafür eine Figur vom Heiligen Antonius gekauft. Franzl schließlich wurde im Plattenladen doch noch bei einem seiner Diebstähle erwischt und vom Inhaber (Karl Obermayr) zur Rede gestellt. Am Ende ringt sich Seidl im Musikkeller gegenüber Franzl zu einem halbherzigen Geständnis durch, dass es sich mit den Fußballschuhe doch nicht ganz so verhalte wie von ihm angenommen - und wundert sich, dass es Franzl weitgehend egal zu sein scheint, ob der Vater in seiner Jugend krumme Dinge gemacht habe oder nicht. Der Grund wird ihm klar, als ihn die Mutter informiert, dass Franzl beim Klauen erwischt worden sei. Worauf sich Vater und Sohn versöhnen.